# 坎農街

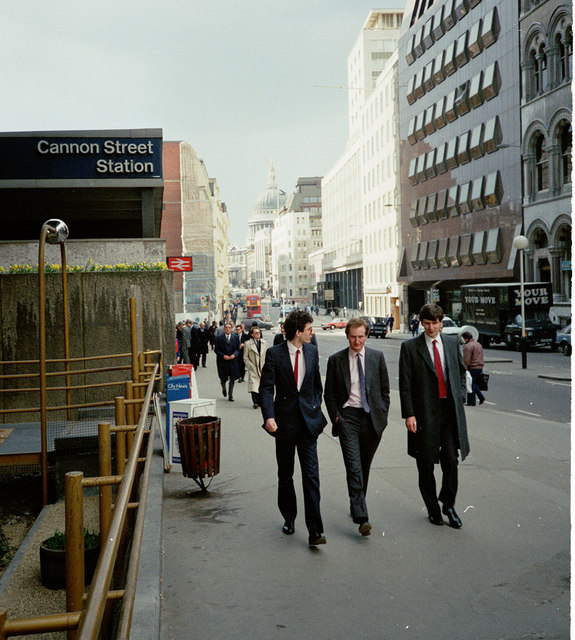
1987年的坎農街

坎農街是英國倫敦市的一條街道，也是倫敦市中心非常重要的一條街道。坎農街位於倫敦市南部，泰晤士河以北250米處，大致和泰晤士河平行。坎農街附近的坎農街車站是倫敦重要的鐵路和地下鐵交通樞紐車站之一。

## 伸延閱讀
- Herbert Fry, , , London: David Bogue, 1880. (bird's eye view)

51°30′43″N 0°5′31″W / 51.51194°N 0.09194°W